# ليزلي موريل
ليزلي موريل هو فلاح وسياسي بريطاني، ولد في 26 ديسمبر 1931. نشط حزبياً في Unionist Party of Northern Ireland ‏ وحزب ألستر الوحدوي. في الانتخابات البرلمانية في أيرلندا الشمالية 1973 ‏، انتخب عضو برلمان أيرلندا الشمالية 1973-1974 ‏ وقد انضم خلال فترته النيابية ‏ للكتلة البرلمانية حزب ألستر الوحدوي.